# Carta de los 99
La carta de los 99 (Письмо девяноста девяти en ruso) es una carta abierta colectiva firmada en 1968 por varios matemáticos soviéticos famosos en defensa de su colega Aleksander Yesenin-Volpin, que fue internado por la fuerza en un hospital psiquiátrico en relación con sus actividades disidentes. La carta se convirtió en un evento importante en la historia tanto de las matemáticas soviéticas como del movimiento de derechos humanos.

## Antecedentes
Alexander Yesenin-Volpin fue un disidente activo. Desde 1949, las autoridades de seguridad del Estado lo arrestaron repetidamente y lo ingresaron a la fuerza en hospitales psiquiátricos. El 5 de diciembre de 1965, el Día de la Constitución, Alexander Sergeevich organizó una manifestación en la Plaza Pushkin de Moscú exigiendo un juicio abierto y abierto de los escritores Andrei Sinyavsky y Julius Daniel, que fueron arrestados por publicar sus libros en el extranjero. Estaba constantemente bajo la supervisión de la KGB. La KGB insistió específicamente en impedir la participación de Yesenin-Volpin en el Congreso Internacional de Matemáticas celebrado en Moscú el 16 de agosto de 1966, por temor a que transmitiera información desagradable para las autoridades a los participantes extranjeros en el congreso.

## Hospitalización forzosa
El 14 de febrero de 1968, Alexander Yesenin-Volpin "por orden del psiquiatra jefe de Moscú" fue hospitalizado a la fuerza. El Chronicle of Current Events señaló que la hospitalización era ilegal, ya que este tipo de atención médica solo podía ser ordenada por un tribunal. Además, se violó la instrucción "Sobre la hospitalización urgente de enfermos mentales que representen un peligro público", pues según la misma se debió notificar a los familiares del hospitalizado y al llegar al hospital una comisión de tres personas examinar a la persona enviada dentro de las 24 horas. No se hizo ni lo uno ni lo otro.
El profesor Dmitry Fuks cree que el aislamiento de Yesenin-Volpin se programó para que coincidiera con el próximo 15 aniversario de la muerte de Stalin (5 de marzo). El profesor Yuliy Ilyashenko escribe que la hospitalización fue una respuesta a la demanda de Yesenin-Volpin de admitirlo en el juicio de Daniel y Sinyavsky.

## Texto de la carta
Ministro de Salud de la URSS, Fiscal General de la URSS 
Copia: Psiquiatra jefe de Moscú
Nos enteramos de que un destacado matemático soviético, un conocido experto en el campo de la lógica matemática, Alexander Sergeevich Yesenin-Volpin, fue internado por la fuerza, sin un examen médico preliminar, sin el conocimiento y consentimiento de sus familiares, en el hospital psiquiátrico No. 5 (estación Stolbovaya, a 70 kilómetros de Moscú).
La colocación forzosa de un matemático talentoso y plenamente eficiente en un hospital para pacientes con enfermedades mentales graves, las condiciones en las que, por la propia naturaleza de este hospital, se encontraba, traumatizan gravemente su psique, dañan su salud y humillan su dignidad humana.
Con base en los objetivos humanos de nuestra legislación, y más aún para la atención médica, consideramos que este hecho es una grave violación de las normas médicas y legales.

Le pedimos que intervenga con urgencia y tome medidas para que nuestro colega pueda trabajar en condiciones normales.

## Protesta pública
Amigos y colegas de Yesenin-Volpin hasta el 9 de marzo habían recogido firmas bajo una carta abierta de protesta a las autoridades, que se conoció como la "Carta de los 99". De hecho, se recogieron alrededor de 130 firmas bajo la carta, pero se envió una variante con 99.
Según las memorias de Yulia Ilyashenko, entre los organizadores de la carta estaban Alexander Kronrod y Yevgeny Landis, e Israel Gelfand e Igor Shafarevich fueron los primeros en firmarla. La esposa del disidente Grigory Podyapolsky, Maria, señala en sus memorias que “la idea de escribir una carta tan abierta pertenece a Irina Christie, la carta literaria fue diseñada por Yuri Aykhenvald. Irina Christie y Akiva Yaglom fueron los recolectores de firmas más activos ” .
La carta se envió al ministro de Salud de la URSS, al fiscal general de la URSS y una copia al psiquiatra jefe de Moscú. También se ha publicado en Occidente (en particular, "New York Times" y la emisora de radio "Voice of America").
La apelación, en particular, fue firmada por: Académico Pyotr Novikov (Yesenin-Volpin era su estudiante de posgrado ), miembros correspondientes de la Academia de Ciencias de la URSS Israel Gelfand, Lazar Lyusternik, Andrei Markov, Dmitry Menshov, Sergei Novikov, Igor Shafarevich, 31 doctores en ciencias físicas y matemáticas y otros.
Después de recoger las firmas, se hizo una posdata en la carta: "Le pedimos que envíe la respuesta a la dirección: Moscú-234, Leninskie Gory, Universidad Estatal de Moscú Lomonosov, Facultad de Mecánica y Matemáticas, dirigida a cualquiera de los que firmaron esta carta." Sergei Novikov cree que esta posdata expuso la mecánica y las matemáticas de la Universidad Estatal de Moscú bajo el golpe , eliminando los institutos académicos de debajo de ella  .
Los principales matemáticos soviéticos Andrei Kolmogorov y Pavel Aleksandrov no firmaron la carta colectiva, pero enviaron cartas similares en su propio nombre .
El 24 de marzo, la madre y la esposa de Yesenin-Volpin hicieron pública una declaración de protesta contra las acciones de las autoridades. Al mismo tiempo, señalaron que después de la publicación de la "carta 99" el 16 de marzo, Volpin fue trasladado al departamento 32 más tranquilo del hospital Kashchenko en el Instituto de Psiquiatría de la Academia de Ciencias Médicas de la URSS.
El 12 de mayo, Yesenin-Volpin fue dada de alta de un hospital psiquiátrico después de tres meses de tratamiento obligatorio  .
En Rusia, la carta se publicó por primera vez (con varias inexactitudes y 96 firmas) en el libro “A. S. Yesenin-Volpin. Filosofía. Lógicas. Poesía. Protección de los derechos humanos: favoritos” en 1999.

## Consecuencias
La carta se convirtió en un hito importante en la relación entre las autoridades soviéticas y la comunidad matemática. Muchos de los que firmaron la carta fueron objeto de represalias. Entonces, el académico Pyotr Novikov fue destituido del puesto de jefe de departamento en el Instituto Pedagógico Estatal de Moscú. El laboratorio de Alexander Kronrod en el Instituto de Física Teórica y Experimental estaba disperso. Doctor en ciencias físicas y matemáticas, laureado con el Premio Stalin Naum Meiman, doctor en ciencias físicas y matemáticas Isaak Yaglom perdió sus trabajos, profesor de matemáticas en la Facultad de Filología de la Universidad de Moscú Yuri Shikhanovich y muchos otros.
La consecuencia de la carta fue un cambio de liderazgo en las matemáticas y la educación soviéticas, principalmente en la Universidad Estatal de Moscú. Vladimir Arnold calificó la firma de la carta como un evento que “cambió la jerarquía matemática en Rusia”. Ilyashenko llama a los eventos posteriores "el vigésimo aniversario negro de la Facultad de Mecánica y Matemáticas de la Universidad Estatal de Moscú".
Alexander Daniel y Victor Finn creen que la hospitalización forzosa de Yesenin-Volpin y la lucha por su liberación "se convirtió en un episodio notable en el proceso de formación del movimiento de derechos humanos en la URSS".

## Opiniones y valoraciones
Posteriormente, la acción recibió valoraciones ambiguas tanto de los participantes en los eventos como de los investigadores. Por ejemplo, el profesor Yuliy Ilyashenko escribió que cuando le entregaron la carta al académico Pyotr Kapitsa para que la firmara, le preguntó: “¿Qué quieres? ¿Hacer ruido o soltar Yesenin-Volpin? Si lo sueltas, yo te lo daré. Si haces un escándalo, entonces no estoy contigo", y no firmó la carta. Se atribuyen palabras similares a Vladimir Uspensky.
Sergei Novikov afirma en sus memorias que la carta fue una provocación de la KGB , lo que se hizo evidente solo años después. Según Novikov, el autor de esta provocación fue la novia de Yesenin-Volpin, Irina Christie, aunque no excluye que pudo haber sido utilizada “en la oscuridad”  .